# Ribiers
Ribiers (en francès Ribiers) és un antic municipi francès, situat al departament dels Alts Alps i a la regió de Provença – Alps – Costa Blava. Des del 1er de gener de 2016, es municipi delegat i capital del municipi nou de Vau Buech Mèuja amb Antonavas i Chasteunòu de Chabra.

## Demografia
| 1846                                       | 1962 | 1968 | 1975 | 1982 | 1990 | 1999 | 2006 | 2013 |
| ------------------------------------------ | ---- | ---- | ---- | ---- | ---- | ---- | ---- | ---- |
| 1455                                       | 485  | 481  | 533  | 592  | 637  | 677  | 755  | 811  |
| Des de 1962: població sense dobles comptes |      |      |      |      |      |      |      |      |

## Administració
| Període               | Identitat      | Partit |
| --------------------- | -------------- | ------ |
| 1983-2010             | Robert Veret   |        |
| 2010-desembre de 2015 | Gérard Nicolas | dreta  |